# Endrőc
Endrőc là một thị trấn thuộc hạt Baranya, Hungary. Thị trấn này có diện tích 11,33 km², dân số năm 2010 là 377 người, mật độ 33 người/km².